# Leichtathletik-Weltmeisterschaften 2005/100 m der Männer

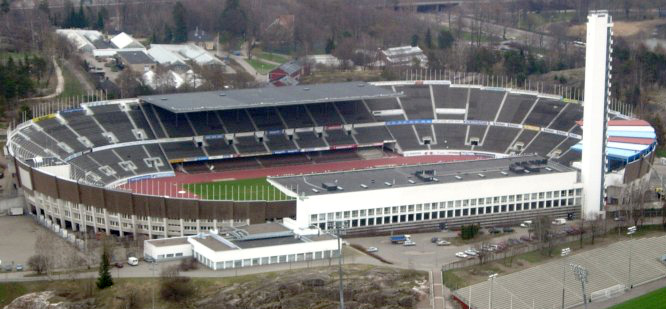
Das Olympiastadion in Helsinki im Mai 2005

Der 100-Meter-Lauf der Männer bei den Leichtathletik-Weltmeisterschaften 2005 wurde am 6. und 7. August 2005 im Olympiastadion der finnischen Hauptstadt Helsinki ausgetragen.
Seinen ersten Weltmeistertitel errang der aktuelle Olympiasieger Justin Gatlin aus den Vereinigten Staaten, der 2004 auch Olympiasilber mit der US-amerikanischen 4-mal-100-Meter-Staffel und Olympiabronze über 200 Meter gewonnen hatte. Hier in Helsinki entschied er vier Tage später auch das Rennen über 200 Meter für sich. Den zweiten Rang belegte der Jamaikaner Michael Frater. Bronze ging an den Titelverteidiger und WM-Dritten von 2001 über 200 Meter Kim Collins aus St. Kitts und Nevis.

## Bestehende Rekorde
| Weltrekord               | 9,77 s | Asafa Powell   | Athen, Griechenland         | 14. Juni 2005   |
| Weltmeisterschaftsrekord | 9,80 s | Maurice Greene | WM 1999 in Sevilla, Spanien | 22. August 1999 |

Der bestehende WM-Rekord wurde bei diesen Weltmeisterschaften nicht eingestellt und nicht verbessert.
Unter zehn Sekunden blieb alleine der US-amerikanische Weltmeister Justin Gatlin, der im 2. Semifinale 9,99 s bei einem Gegenwind von 1,0 m/s lief und im Finale 9,88 s bei einem Rückenwind von 0,4 m/s erzielte.
Es wurde ein Landesrekord aufgestellt:

10,73 s – Rolando Palacios (Honduras), 7. Vorlauf am 6. August bei einem Rückenwind von 0,3 m/s

## Vorrunde
Die Vorrunde wurde in acht Läufen durchgeführt. Die ersten drei Athleten pro Lauf – hellblau unterlegt – sowie die darüber hinaus acht zeitschnellsten Läufer – hellgrün unterlegt – qualifizierten sich für das Viertelfinale.

### Vorlauf 1
6. August 2005, 10:55 Uhr
Wind: +0,6 m/s
| Platz | Name                 | Nation     | Zeit (s) |
| ----- | -------------------- | ---------- | -------- |
| 1     | Francis Obikwelu     | Portugal   | 10,17    |
| 2     | Shawn Crawford       | USA        | 10,23    |
| 3     | Simone Collio        | Italien    | 10,27    |
| 4     | Nicolas Macrozonaris | Kanada     | 10,40    |
| 5     | Philam Garcia        | Guam       | 10,79    |
| 6     | Derrick Atkins       | Bahamas    | 11,57    |
| 7     | Harmon Harmon        | Cookinseln | 11,84    |
| 8     | Mariuti Uan          | Kiribati   | 11,92    |

### Vorlauf 2
6. August 2005, 11:03 Uhr
Wind: +0,9 m/s
| Platz | Name           | Nation      | Zeit (s) |
| ----- | -------------- | ----------- | -------- |
| 1     | Ronald Pognon  | Frankreich  | 10,15    |
| 2     | Ainsley Waugh  | Jamaika     | 10,16    |
| 3     | Olusoji Fasuba | Nigeria     | 10,19    |
| 4     | Guus Hoogmoed  | Niederlande | 10,31    |
| 5     | Łukasz Chyła   | Polen       | 10,39    |
| 6     | Shameer Ayub   | Singapur    | 10,82    |
| 7     | Chi Kun Au     | Macau       | 11,11    |
| DNS   | Khalid Brooks  | Anguilla    |          |

### Vorlauf 3
6. August 2005, 11:11 Uhr
Wind: +0,9 m/s
| Platz | Name            | Nation              | Zeit (s) |
| ----- | --------------- | ------------------- | -------- |
| 1     | Dwight Thomas   | Jamaika             | 10,15    |
| 2     | Patrick Johnson | Australien          | 10,20    |
| 3     | Darrel Brown    | Trinidad und Tobago | 10,25    |
| 4     | Matic Osovnikar | Slowenien           | 10,40    |
| 5     | Markus Pöyhönen | Finnland            | 10,49    |
| 6     | Souhalia Alamou | Benin               | 10,90    |
| 7     | Wally Kirika    | Papua-Neuguinea     | 11,01    |
| DNS   | Domeio Kabua    | Marshallinseln      |          |

### Vorlauf 4
6. August 2005, 11:19 Uhr
Wind: +0,4 m/s
| Platz | Name               | Nation             | Zeit (s) |
| ----- | ------------------ | ------------------ | -------- |
| 1     | Justin Gatlin      | USA                | 10,16    |
| 2     | Joshua Ross        | Australien         | 10,28    |
| 3     | Nobuharu Asahara   | Japan              | 10,40    |
| 4     | Mark Lewis-Francis | Großbritannien     | 10,40    |
| 5     | Leigh Julius       | Südafrika          | 10,51    |
| 6     | Darrel Roligat     | Nördliche Marianen | 11,49    |
| 7     | Daraphirit Sam     | Kambodscha         | 11,85    |

### Vorlauf 5
6. August 2005, 11:27 Uhr
Wind: ±0,0 m/s
| Platz | Name                | Nation              | Zeit (s) |
| ----- | ------------------- | ------------------- | -------- |
| 1     | Leonard Scott       | USA                 | 10,12    |
| 2     | Uchenna Emedolu     | Nigeria             | 10,17    |
| 3     | Jacey Harper        | Trinidad und Tobago | 10,31    |
| 4     | Obadele Thompson    | Barbados            | 10,32    |
| 5     | Pierre Browne       | Kanada              | 10,50    |
| 6     | Deamo Baguga        | Nauru               | 11,64    |
| 7     | Phomma Kheuabmavong | Laos                | 11,83    |

### Vorlauf 6

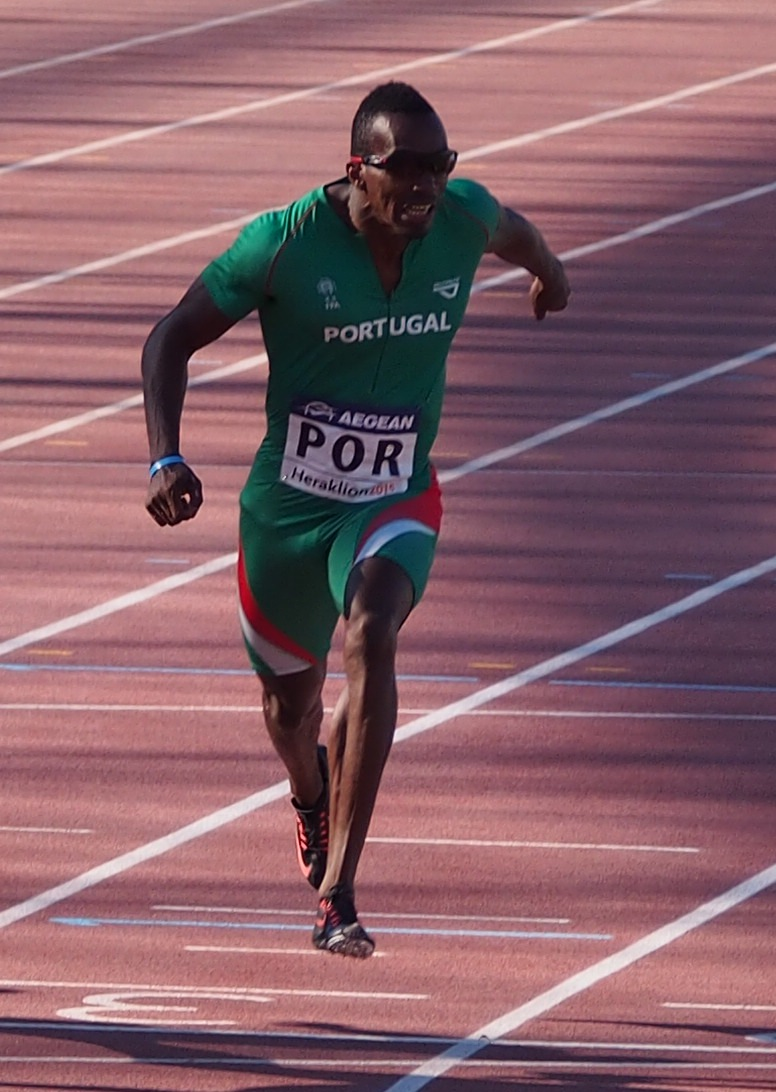
Yazaldes Nascimento, hier für Mikronesien, später für Portugal am Start, hatte mit seiner Zeit von über elf Sekunden keine Chance zum Weiterkommen

6. August 2005, 11:35 Uhr
Wind: +0,4 m/s
| Platz | Name                | Nation                             | Zeit (s) |
| ----- | ------------------- | ---------------------------------- | -------- |
| 1     | Marlon Devonish     | Großbritannien                     | 10,25    |
| 2     | Marc Burns          | Trinidad und Tobago                | 10,42    |
| 3     | Churandy Martina    | Niederländische Antillen           | 10,46    |
| 4     | Tlhalosang Molapisi | Botswana                           | 10,71    |
| 5     | Yazaldes Nascimento | São Tomé und Príncipe              | 11,07    |
| 6     | John Howard         | Föderierte Staaten von Mikronesien | 11,24    |
| 7     | Ali Shareef         | Malediven                          | 11,44    |
| DNF   | Éric Pacôme N'Dri   | Elfenbeinküste                     |          |

### Vorlauf 7
6. August 2005, 11:43 Uhr
Wind: +0,3 m/s
| Platz | Name                | Nation                  | Zeit (s) |
| ----- | ------------------- | ----------------------- | -------- |
| 1     | Kim Collins         | St. Kitts und Nevis     | 10,31    |
| 2     | Michael Frater      | Jamaika                 | 10,32    |
| 3     | Idrissa Sanou       | Burkina Faso            | 10,43    |
| 4     | Salem al-Yami       | Saudi-Arabien           | 10,45    |
| 5     | Juan Sainfleur      | Dominikanische Republik | 10,47    |
| 6     | Rolando Palacios    | Honduras                | 10,73 NR |
| 7     | Wilfried Bingangoye | Gabun                   | 10,86    |
| 8     | Darren Gilford      | Malta                   | 10,89    |

### Vorlauf 8

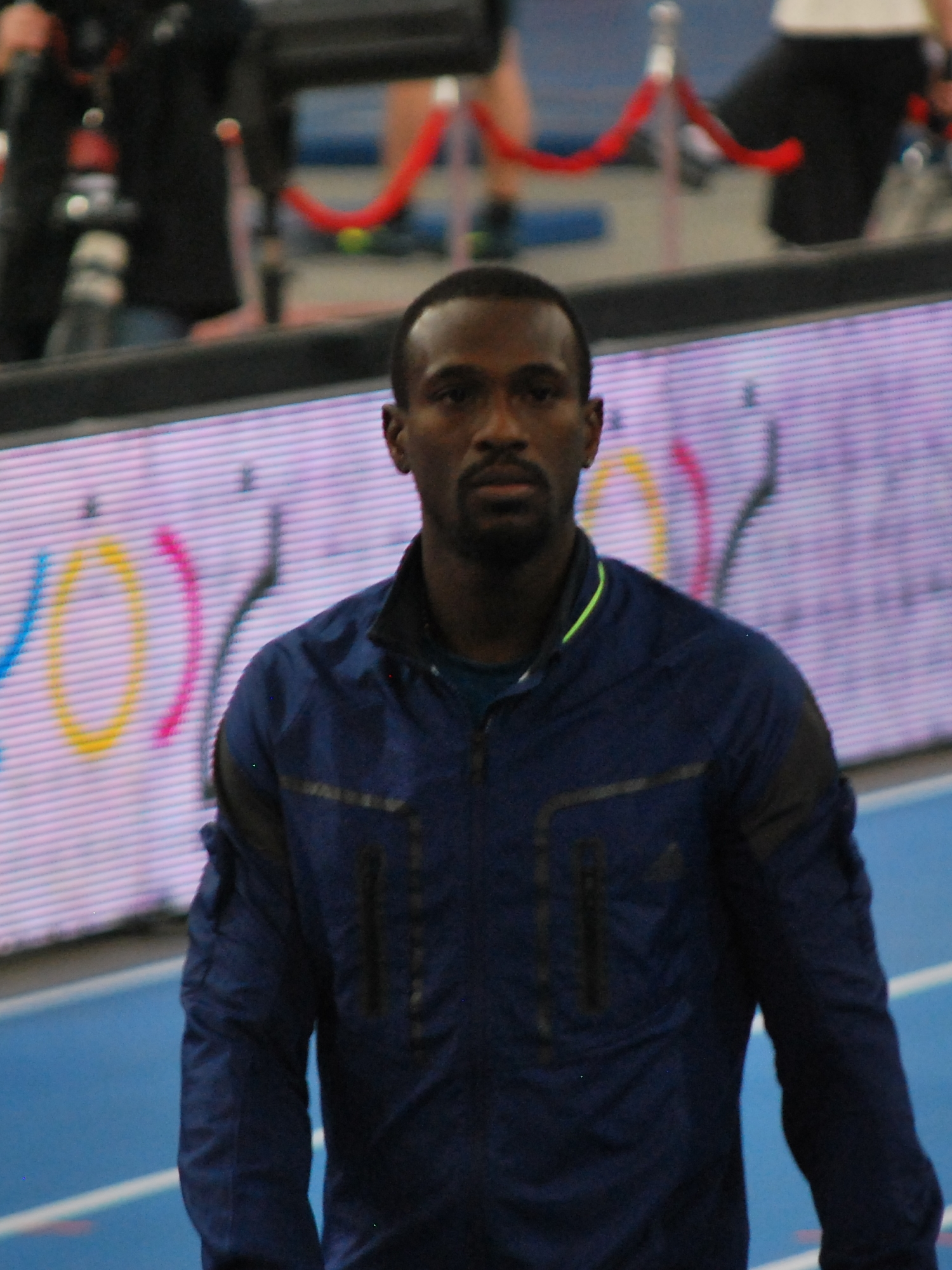
Daniel Bailey verfehlte die Viertelfinalteilnahme um einen Rang

6. August 2005, 11:51 Uhr
Wind: −1,4 m/s
| Platz | Name                  | Nation              | Zeit (s) |
| ----- | --------------------- | ------------------- | -------- |
| 1     | Jason Gardener        | Großbritannien      | 10,19    |
| 2     | Aziz Zakari           | Ghana               | 10,30    |
| 3     | Deji Aliu             | Nigeria             | 10,36    |
| 4     | Daniel Bailey         | Antigua und Barbuda | 10,49    |
| 5     | Cláudio Roberto Souza | Brasilien           | 10,55    |
| 6     | Fonseca Neto          | Angola              | 11,01    |
| 7     | Reginaldo Micha Ndong | Äquatorialguinea    | 11,57    |
| DNS   | Christie Van Wyk      | Namibia             |          |

## Viertelfinale
Aus den vier Viertelfinalläufen qualifizierten sich die jeweils ersten drei Athleten – hellblau unterlegt – sowie die darüber hinaus vier zeitschnellsten Läufer – hellgrün unterlegt – für das Halbfinale.

### Viertelfinallauf 1

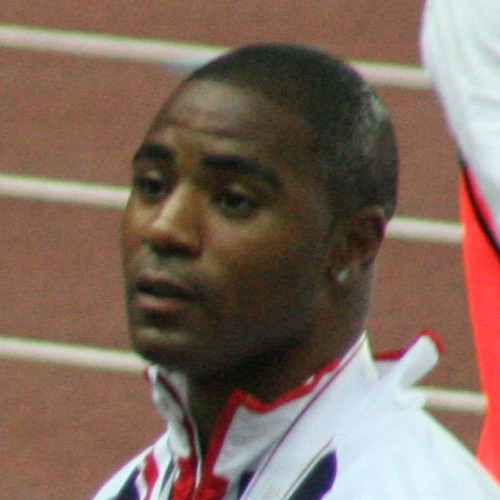
Für Mark Lewis-Francis reichte es bis ins Viertelfinale, wo er als Fünfter seines Rennens ausschied
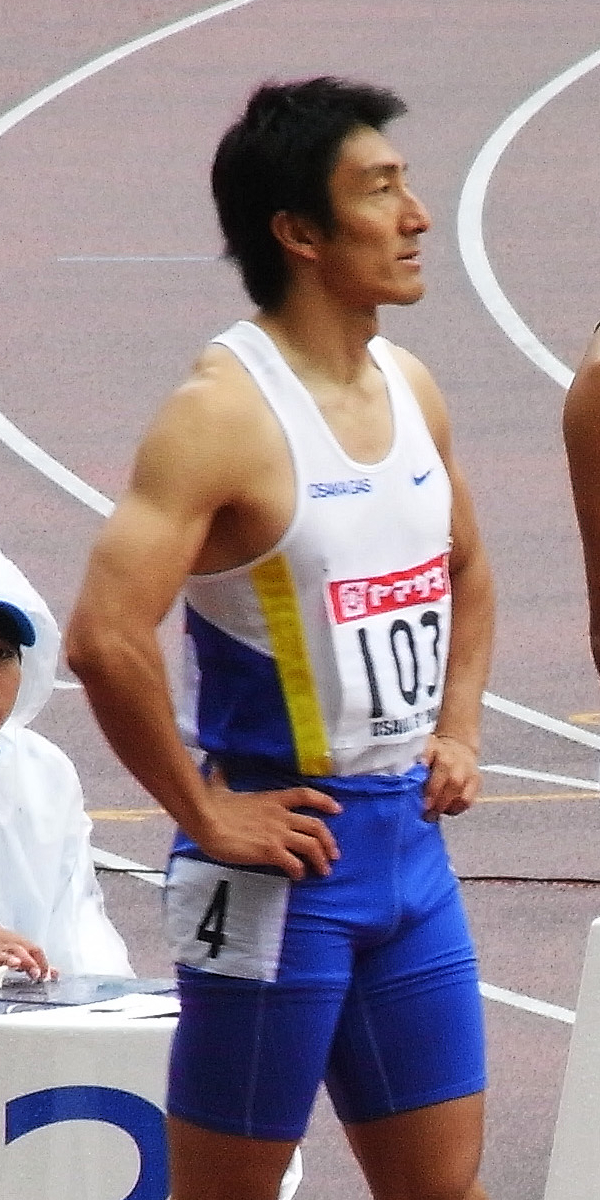
Nobuharu Asahara kam mit seinem sechsten Rang im ersten Viertelfinale nicht in die nächste Runde
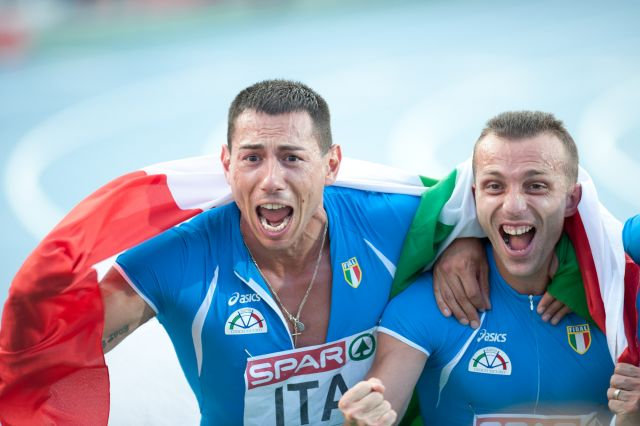
Simone Collio (links) – Platz sieben im ersten Viertelfinale und damit ausgeschieden

6. August 2005, 18:45 Uhr
Wind: −2,0 m/s
| Platz | Name               | Nation         | Zeit (s) |
| ----- | ------------------ | -------------- | -------- |
| 1     | Justin Gatlin      | USA            | 10,27    |
| 2     | Dwight Thomas      | Jamaika        | 10,28    |
| 3     | Aziz Zakari        | Ghana          | 10,41    |
| 4     | Patrick Johnson    | Australien     | 10,48    |
| 5     | Mark Lewis-Francis | Großbritannien | 10,53    |
| 6     | Nobuharu Asahara   | Japan          | 10,58    |
| 7     | Simone Collio      | Italien        | 10,69    |
| DNS   | Łukasz Chyła       | Polen          |          |

### Viertelfinallauf 2

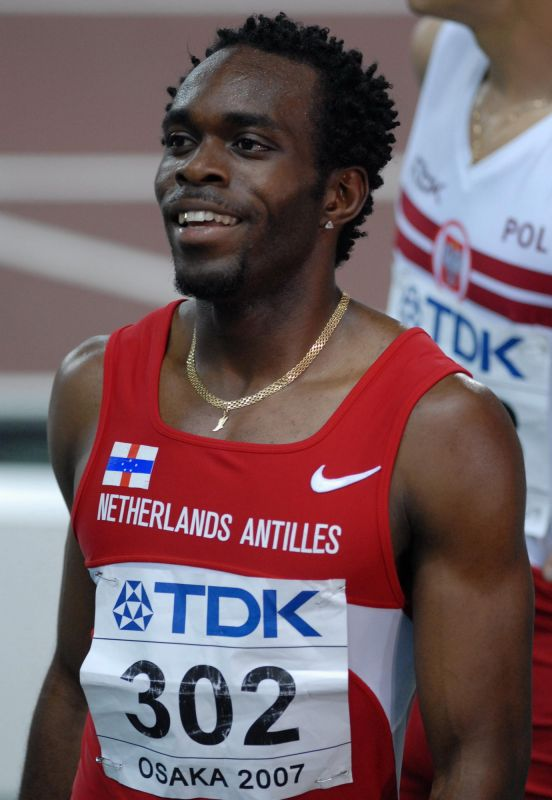
Churandy Martinas sechster Rang in seinem Viertelfinallauf war zu wenig, um im Halbfinale dabei zu sein
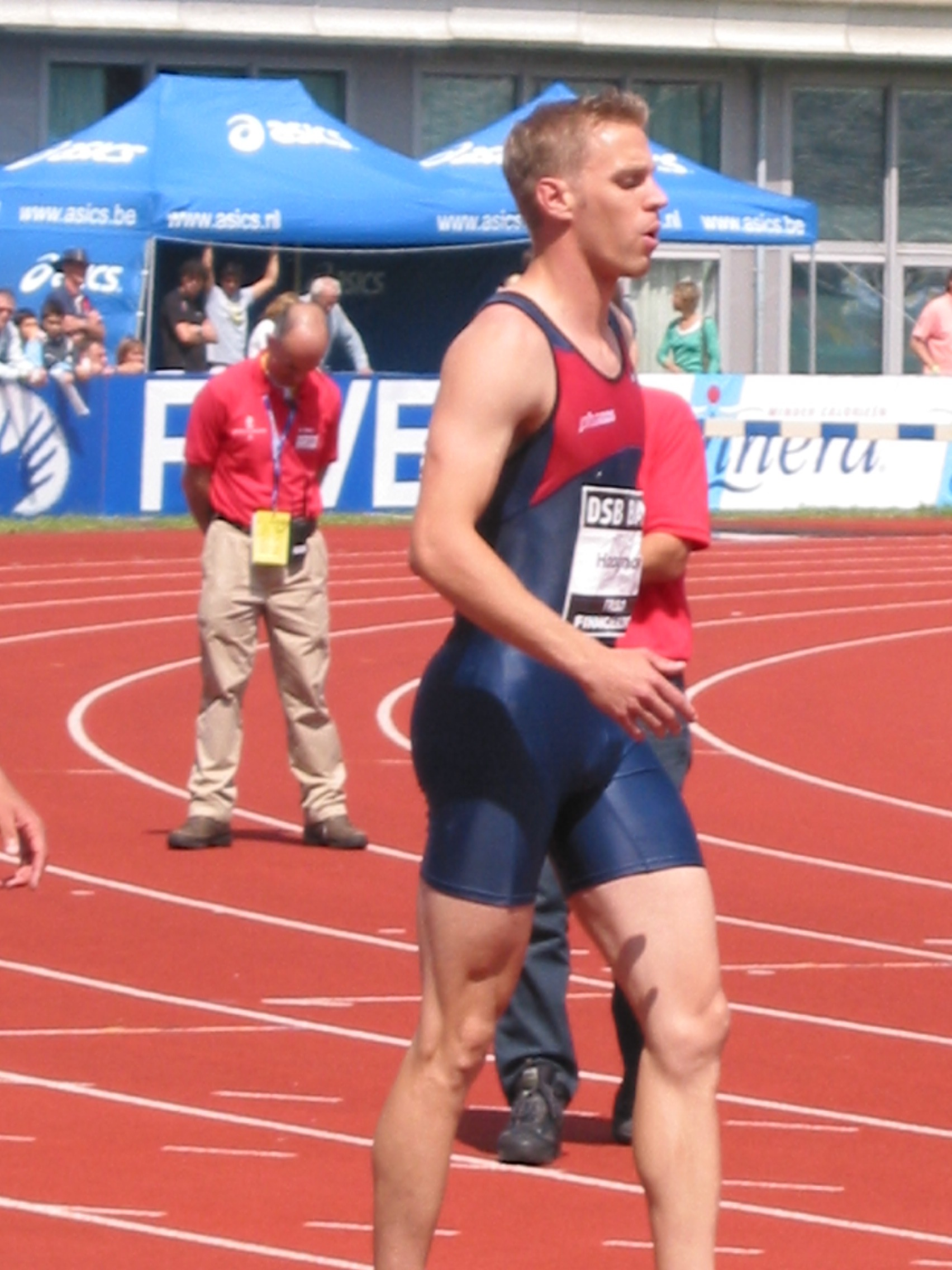
Guus Hoogmoed scheiterte als Siebter seines Rennens im Viertelfinale

6. August 2005, 18:52 Uhr
Wind: −1,2 m/s
| Platz | Name             | Nation                   | Zeit (s) |
| ----- | ---------------- | ------------------------ | -------- |
| 1     | Leonard Scott    | USA                      | 10,19    |
| 2     | Olusoji Fasuba   | Nigeria                  | 10,24    |
| 3     | Marc Burns       | Trinidad und Tobago      | 10,29    |
| 4     | Kim Collins      | St. Kitts und Nevis      | 10,32    |
| 5     | Ainsley Waugh    | Jamaika                  | 10,39    |
| 6     | Churandy Martina | Niederländische Antillen | 10,48    |
| 7     | Guus Hoogmoed    | Niederlande              | 10,51    |
| 8     | Juan Sainfleur   | Dominikanische Republik  | 10,74    |

### Viertelfinallauf 3

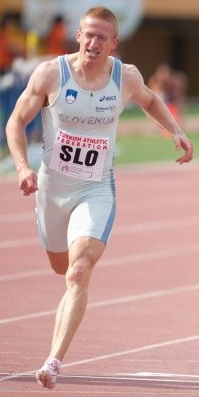
Matic Osovnikar – Platz sieben im dritten Viertelfinale und damit nicht in der nächsten Runde

6. August 2005, 18:59 Uhr
Wind: +0,7 m/s
| Platz | Name                 | Nation              | Zeit (s) |
| ----- | -------------------- | ------------------- | -------- |
| 1     | Francis Obikwelu     | Portugal            | 10,19    |
| 2     | Shawn Crawford       | USA                 | 10,25    |
| 3     | Jason Gardener       | Großbritannien      | 10,31    |
| 4     | Joshua Ross          | Australien          | 10,31    |
| 5     | Deji Aliu            | Nigeria             | 10,39    |
| 6     | Jacey Harper         | Trinidad und Tobago | 10,39    |
| 7     | Matic Osovnikar      | Slowenien           | 10,48    |
| 8     | Nicolas Macrozonaris | Kanada              | 10,48    |

### Viertelfinallauf 4
6. August 2005, 19:06 Uhr
Wind: −1,0 m/s
| Platz | Name             | Nation              | Zeit (s) |
| ----- | ---------------- | ------------------- | -------- |
| 1     | Darrel Brown     | Trinidad und Tobago | 10,10    |
| 2     | Ronald Pognon    | Frankreich          | 10,11    |
| 3     | Michael Frater   | Jamaika             | 10,12    |
| 4     | Uchenna Emedolu  | Nigeria             | 10,16    |
| 5     | Marlon Devonish  | Großbritannien      | 10,20    |
| 6     | Obadele Thompson | Barbados            | 10,34    |
| 7     | Salem al-Yami    | Saudi-Arabien       | 10,48    |
| 8     | Idrissa Sanou    | Burkina Faso        | 10,80    |

## Halbfinale
Aus den beiden Halbfinalläufen qualifizierten sich die jeweils ersten vier Athleten – hellblau unterlegt – für das Finale.

### Halbfinallauf 1

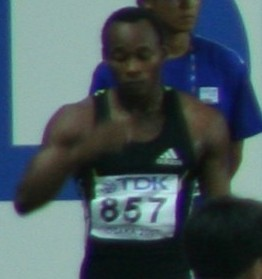
Olusoji Fasuba verpasste die Finalteilnahme um einen Rang
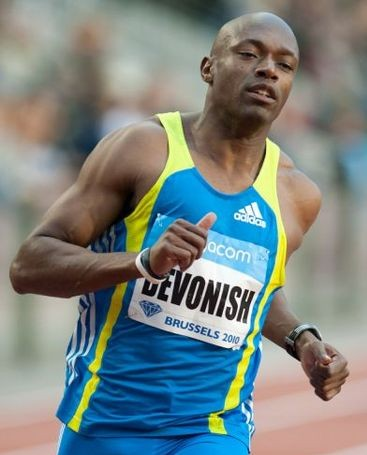
Marlon Devonish scheiterte als Sechster seines Rennens im Halbfinale
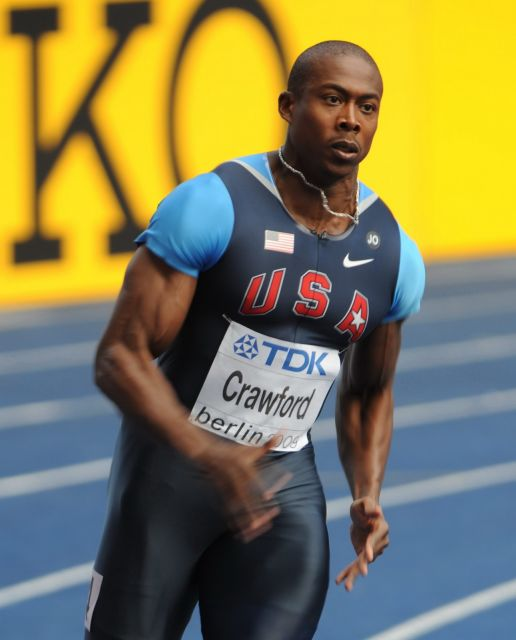
Shawn Crawford – Platz acht im ersten Halbfinale und damit ausgeschieden

7. August 2005, 19:20 Uhr
Wind: +0,5 m/s
| Platz | Name             | Nation              | Zeit (s) |
| ----- | ---------------- | ------------------- | -------- |
| 1     | Leonard Scott    | USA                 | 10,08    |
| 2     | Michael Frater   | Jamaika             | 10,09    |
| 3     | Marc Burns       | Trinidad und Tobago | 10,12    |
| 4     | Francis Obikwelu | Portugal            | 10,13    |
| 5     | Olusoji Fasuba   | Nigeria             | 10,18    |
| 6     | Marlon Devonish  | Großbritannien      | 10,24    |
| 7     | Joshua Ross      | Australien          | 10,27    |
| 8     | Shawn Crawford   | USA                 | 10,28    |

### Halbfinallauf 2

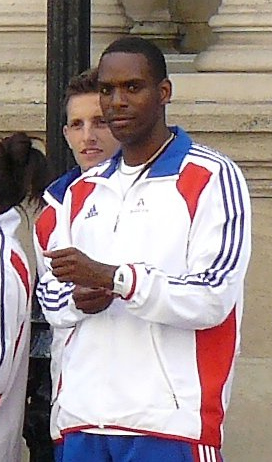
In einem äußerst knappen zweiten Halbfinale wurde Ronald Pognon Achter, was nicht zum Finaleinzug reichte

7. August 2005, 19:28 Uhr
Wind: −1,0 m/s
| Platz | Name            | Nation              | Zeit (s) |
| ----- | --------------- | ------------------- | -------- |
| 1     | Justin Gatlin   | USA                 | 09,99    |
| 2     | Aziz Zakari     | Ghana               | 10,00    |
| 3     | Dwight Thomas   | Jamaika             | 10,06    |
| 4     | Kim Collins     | St. Kitts und Nevis | 10,07    |
| 5     | Jason Gardener  | Großbritannien      | 10,08    |
| 6     | Uchenna Emedolu | Nigeria             | 10,16    |
| 7     | Darrel Brown    | Trinidad und Tobago | 10,16    |
| 8     | Ronald Pognon   | Frankreich          | 10,17    |

## Finale

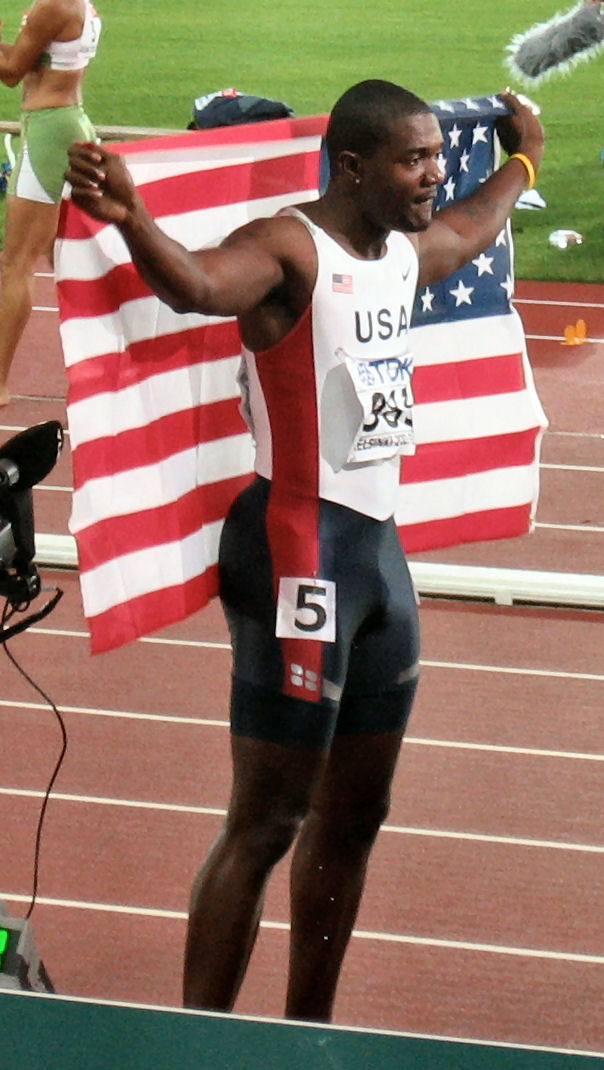
Weltmeister Justin Gatlin mit seiner ersten Goldmedaille hier in Helsinki, vier Tage später siegte er auch über 200 Meter

7. August 2005, 21:35 Uhr
Wind: +0,4 m/s
| Platz | Name             | Nation              | Zeit (s) |
| ----- | ---------------- | ------------------- | -------- |
| 1     | Justin Gatlin    | USA                 | 09,88    |
| 2     | Michael Frater   | Jamaika             | 10,05    |
| 3     | Kim Collins      | St. Kitts und Nevis | 10,05    |
| 4     | Francis Obikwelu | Portugal            | 10,07    |
| 5     | Dwight Thomas    | Jamaika             | 10,09    |
| 6     | Leonard Scott    | USA                 | 10,13    |
| 7     | Marc Burns       | Trinidad und Tobago | 10,14    |
| 8     | Aziz Zakari      | Ghana               | 10,20    |

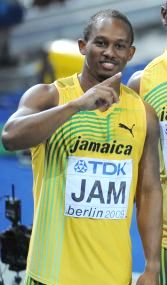
Vizeweltmeister Michael Frater
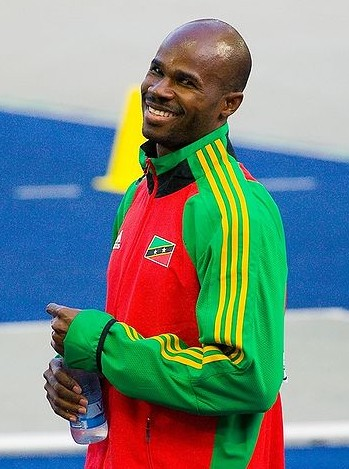
In keinem der Vorrundenrennen lag Kim Collins ganz mit vorne, aber im Finale holte er sich die Bronzemedaille

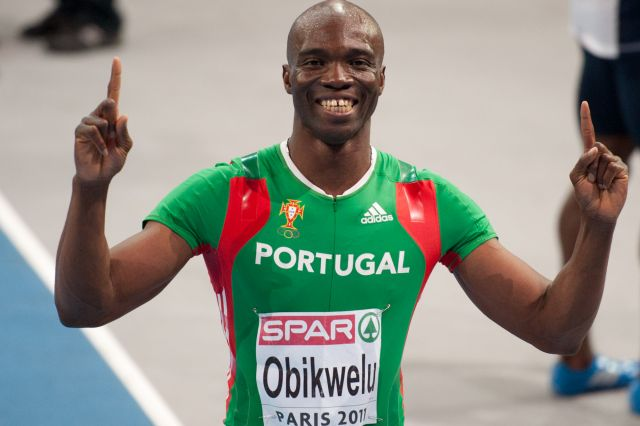
Francis Obikwelu, 2004 Olympiazweiter und amtierender Europameister, belegte Rang vier
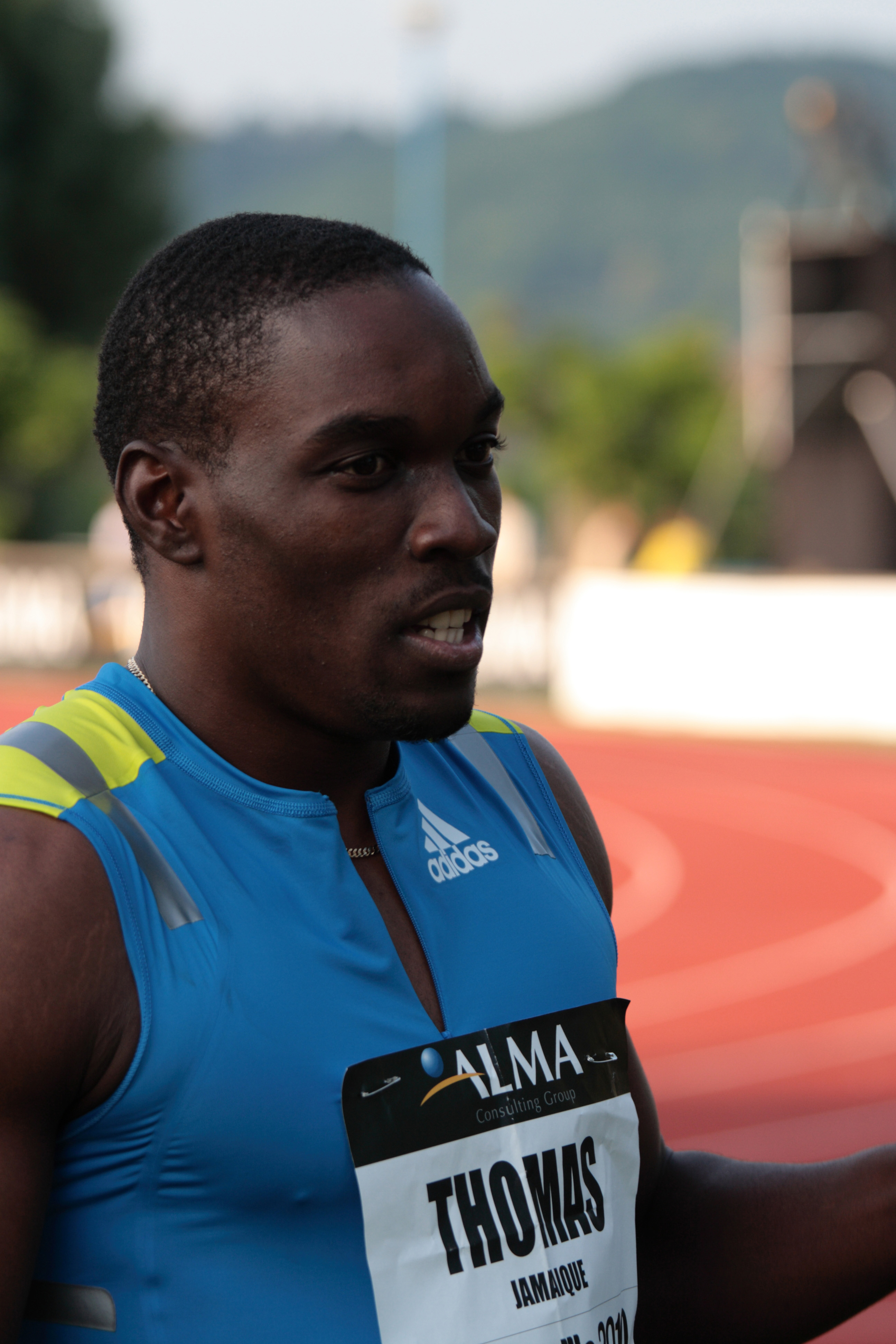
Dwight Thomas, der sich später auf den Hürdensprint konzentrierte, wurde Fünfter
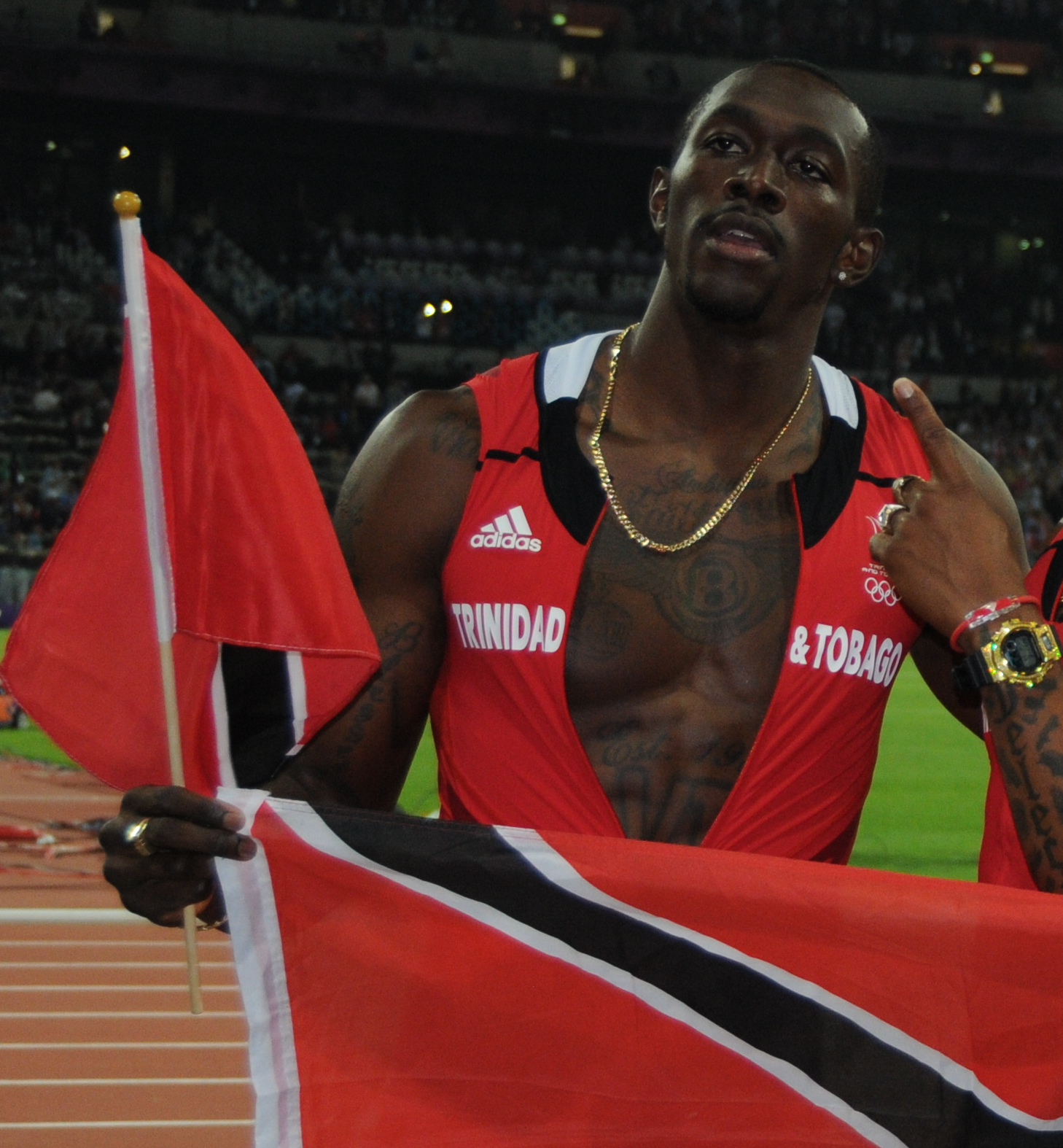
Der siebtplatzierte Marc Burns

## Video
- Mens 100m final - Helsinki 2005, youtube.com, abgerufen am 22. September 2020